# قطعنامه ۱۷۱۹ شورای امنیت
قطعنامه ۱۷۱۹ شورای امنیت سازمان ملل متحد که در تاریخ ۲۵ اکتبر ۲۰۰۶ تصویب شد، سندی بین‌المللی دربارهٔ بررسی وضعیت در بوروندی است. این قطعنامه طی نشست ۵۵۵۴ام با ۱۵ رای موافق، ۰ مخالف و ۰ ممتنع تصویب شد.